# Nemnewtoni folyadék
A nemnewtoni folyadék olyan folyadék, ami nem követi a Newton-féle viszkozitási törvényt. Newton elmélete szerint a viszkozitás – a folyadék belső súrlódását jellemző anyagi paraméterként – állandó. A nemnewtoni folyadékok viszkozitása azonban nem állandó, nem csak a hőmérséklet függvénye, hanem a nyírófeszültséggel, illetve a sebességgradienssel is változik.
Nemnewtoni folyadék például a ketchup, a majonéz, a festékek, a körömlakk, a joghurt, a krémek, a sampon, és még számos egyéb háztartási dolog. A vér az áramlás körülményeitől függően viselkedhet newtoni, vagy nemnewtoni folyadékként is. (Makrocirkulációs szakaszon előbbi, míg mikrocirkulációs szakaszon utóbbi érvényesül.

## A nyírófeszültség és a sebességgradiens

A folyadékokban megjelenő nyírófeszültség a sebességgradiens függvényében

A valódi folyadékokban a folyadék áramlása közben a különböző sebességgel mozgó folyadékrétegek között a belső súrlódás miatt nyírófeszültség (csúsztató feszültség) ébred. 
A newtoni folyadékokban a nyírófeszültség a sebességgradienssel (nyírási sebességgel) egyenes arányban változik, a grafikon egy egyenes, aminek a meredeksége a viszkozitás. 
A nemnewtoni folyadékok esetén a nyírófeszültség a sebességgradienssel nem lineárisan változik, a grafikon nem egy egyenes. Az adott áramlási körülményeket jellemző nyírási sebességhez tartozó viszkozitás a grafikonhoz – az adott pontban – húzott érintő meredekségeként értelmezhető. A nemnewtoni folyadékban a különböző sebességű áramlás esetén ez változik.

## Pszeudoplasztikus folyadékok
Pszeudoplasztikus folyadékok esetén a nyírási sebesség növekedésével a viszkozitás csökken.
Ilyen tulajdonságú a vér, nagy sebességű áramlás során a vér folyékonyabb, mint lassabb áramlás esetén. Pszeudoplasztikus folyadékok a körömlakk, a falfestékek, és a nyomdafestékek is. Könnyen folynak, amíg az ecsettel felviszik a felületre, de ott már kevésbé folyékonyak.

## Dilatáns folyadékok
Dilatáns folyadékok esetén a nyírási sebesség növekedésével a viszkozitás növekszik. 
Könnyű elérhetősége miatt demonstrációs célra gyakran használnak keményítőtartalmú keverékeket. Ezek keverés közben viszkózusabbá („keményebbé”) válnak, de nyugalomban folyékonyabbak. Keményítő-víz keverékével feltöltött medencében például elsüllyedés nélkül végig lehet futni a folyadék felszínén. A gyors mozgásra felkeményedéssel reagál a folyadék, míg egy helyben állva elsüllyed az ember.
Dilatáns folyadékokat használnak gépkocsik automata sebességváltójában és több fejlesztés is irányul ilyen folyadékok golyóálló mellényben való alkalmazására.

## Bingham-folyadékok
A Bingham-folyadékok bizonyos körülmények között szilárd tulajdonságokat mutatnak. A nyugalomban lévő, nem mozgó Bingham-folyadékban nyírófeszültség ébred. A küszöbérték felett, mozgás közben a nyírási sebesség és a csúsztató feszültség között lineáris a kapcsolat. Ilyenkor newtoni folyadékként viselkednek, a grafikon egy, nem az origón átmenő egyenes.
Tipikus Bingham-folyadék a fogkrém, ami csak bizonyos nyírófeszültség hatására folyik ki a tubusból. De ilyen folyadék a mustár és a majonéz is. 